# 米蘭達 (南馬托格羅索州)

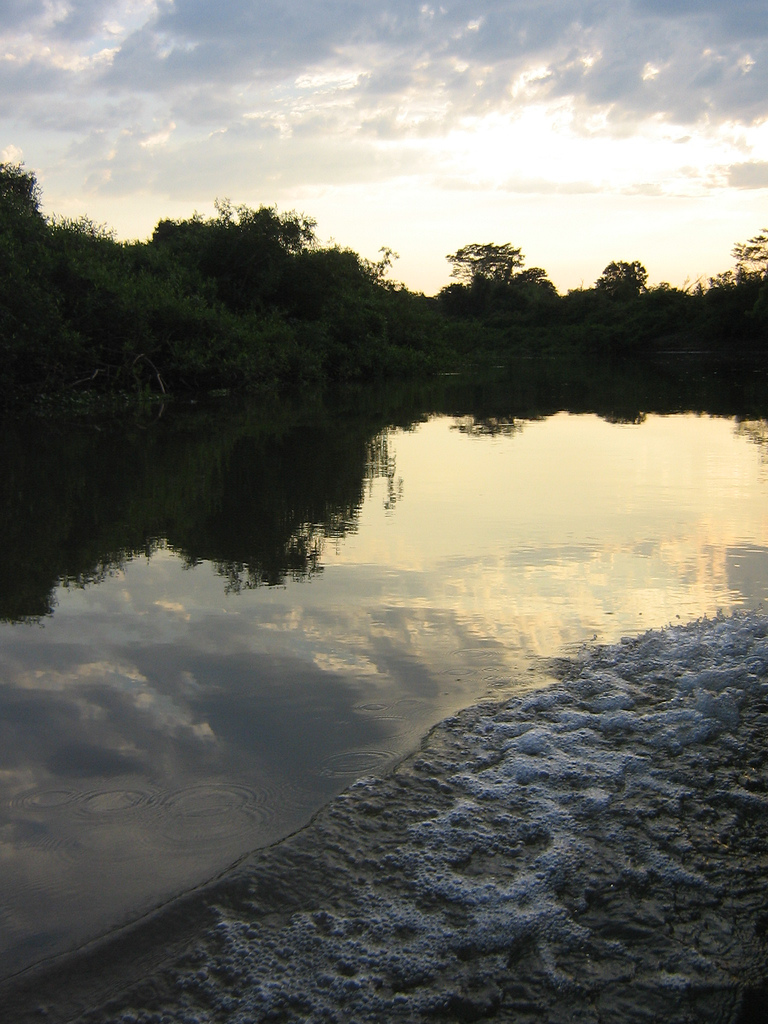
米蘭達

米蘭達（葡萄牙語：Miranda），是巴西的城鎮，位於該國西部，由南馬托格羅索州負責管轄，始建於1784年7月16日，面積5,479平方公里，海拔高度125米，2008年人口24,687，人口密度每平方公里4.2人。